# Werner Zögernitz
Werner Zögernitz (* 13. Februar 1943 in Wien) ist ein österreichischer Jurist und Politiker. Nach seiner Pensionierung wurde er Präsident des Instituts  für Parlamentarismus und Demokratiefragen. Er war langjähriger Direktor des Parlamentsklubs der ÖVP.

## Leben
Er besuchte in Laa an der Thaya die Volksschule und das Bundesrealgymnasium. Zunächst studierte Zögernitz an der Wirtschaftsuniversität Wien Handelswissenschaften, um dann an der Universität Wien Öffentliches Recht zu studieren. 1969 promovierte er. Er legte 1985 die Staatsprüfung für den Öffentlichen Dienst in den Fächern Verfassungsrecht, Verwaltungsrecht, Budget und Finanzen ab. 
Er begann 1970 seine Tätigkeit für den ÖVP-Parlamentsklub als Klubsekretär und wurde 1989 ÖVP-Klubdirektor. Zögernitz ist seit vielen Jahren ÖVP-Mitglied der Bundeswahlbehörde. Dieses Gremium befasst sich mit Rechts- und Verfassungsfragen vor, während und nach Wahlen auf Bundesebene. Zögernitz legte sein Amt als Klubdirektor Ende März 2009 nieder, um Präsident/Obmann des neuen Instituts/Vereines für Parlamentarismus und Demokratiefragen zu werden. Daneben ist er ÖVP Konsulent beziehungsweise Berater in Geschäftsordnungs- und Verfassungsfragen. 
Zögernitz ist Co-Autor und Mitverfasser (mit Konrad Atzwanger) der beiden Standardwerke des österreichischen Parlamentarismus, den Kommentaren zur Geschäftsordnung des Nationalrates und des Bundesrates.
Seit 1962 ist er Mitglied der katholischen Studentenverbindung KHV Babenberg Wien im ÖCV.

## Auszeichnungen
Werner Zögernitz wurde vielfach geehrt. 1982 erhielt er den Leopold-Kunschak-Preis. 1993 wurde ihm der Berufstitel Professor verliehen. 2000 erhielt er das Österreichische Ehrenkreuz für Wissenschaft und Kunst I. Klasse. 2009 wurde Zögernitz das Große Silberne Ehrenzeichen mit dem Stern für Verdienste um die Republik Österreich verliehen.

## Werke (Auswahl)
- Nationalrat-Geschäftsordnung (1999) als Co-Autor von Konrad Atzwanger.
- Bundesrat Geschäftsordnung (2002) als Co-Autor auf Grundlage der gemeinsam mit Konrad Atzwanger herausgegebenen Vorauflage.
- Europatage im Nationalrat (2006)
- Die ÖVP und der österreichische Parlamentarismus seit 1945. In: ZukunftsFest – 60 Jahre Österreichische Volkspartei (2005)[4]